# Brigetio
Brigetio (odierna Komárom) era una località appartenente all'antica tribù degli Azali, di chiara origine illirica, ma con connotazioni anche celtiche, tanto che l'origine del suo nome deriverebbe proprio dal celtico *brig-, il cui significato sarebbe di "fortezza". Si trova nel territorio della moderna Ungheria.

## Storia

### Da Augusto/Tiberio a Traiano
Fu sottoposta alla conquista romana con la fine del regno di Augusto o l'inizio di quello di Tiberio. Divenne forte di unità ausiliarie, a partire dalla fine del regno di Claudio (49-50), quando furono costruite numerose vie di comunicazione in Pannonia come quella che collegava Sirmium/Singidunum con Brigetio. La costruzione di tale postazione militare fu resa necessaria quando Vannio, re dei Quadi e dei Marcomanni (dal 19 al 50 ca.), fu cacciato dai suoi stessi sudditi, grazie anche all'aiuto del re degli Ermunduri, un certo Vibilio, e dei Lugi. In questa circostanza l'imperatore Claudio, preoccupato per i disordini venutisi a creare a nord del fiume Danubio, pur rifiutandosi di intervenire direttamente in questa contesa, ordinò al governatore della Pannonia, un certo Sesto Palpellio Istro, “di disporre una legione con un corpo scelto di milizie ausiliarie sulla riva del Danubio” per proteggere i perdenti e dissuadere i barbari vittoriosi dalla tentazione di invadere la provincia. Fu così che, proprio in questa circostanza, furono "aperti" sia i forti ausiliari di Aquincum e Brigetio, sia la fortezza legionaria di Carnuntum lungo il limes danubiano.
Sembra che qui risiedette la cohors I Thracum civium Romanorum.
Al termine delle terza ed ultima fase delle guerre suebo-sarmatiche, iniziate sotto Domiziano e portate a termine da Traiano, non ancora imperatore romano nel 97, fu trasformata in fortezza legionaria in pietra (misurava 540 x 430 metri, pari a circa 23,0 ettari), rappresentando uno dei principali centri della Pannonia superiore in seguito alla suddivisione operata da Traiano nel 103. Qui risiedette inizialmente la legio XI Claudia (presumibilmente dal 95-97 al 106), anno in cui fu inviata in Mesia inferiore al termine delle campagne di Traiano contro i Daci, dove lì rimase. La sostituì, quindi, la Legio XXX Ulpia Victrix, che qui rimase invece fino al 118-119, quando partì definitivamente per la Germania inferiore, al termine delle guerre contro gli Iazigi di Adriano.

### Da Adriano a Settimio Severo

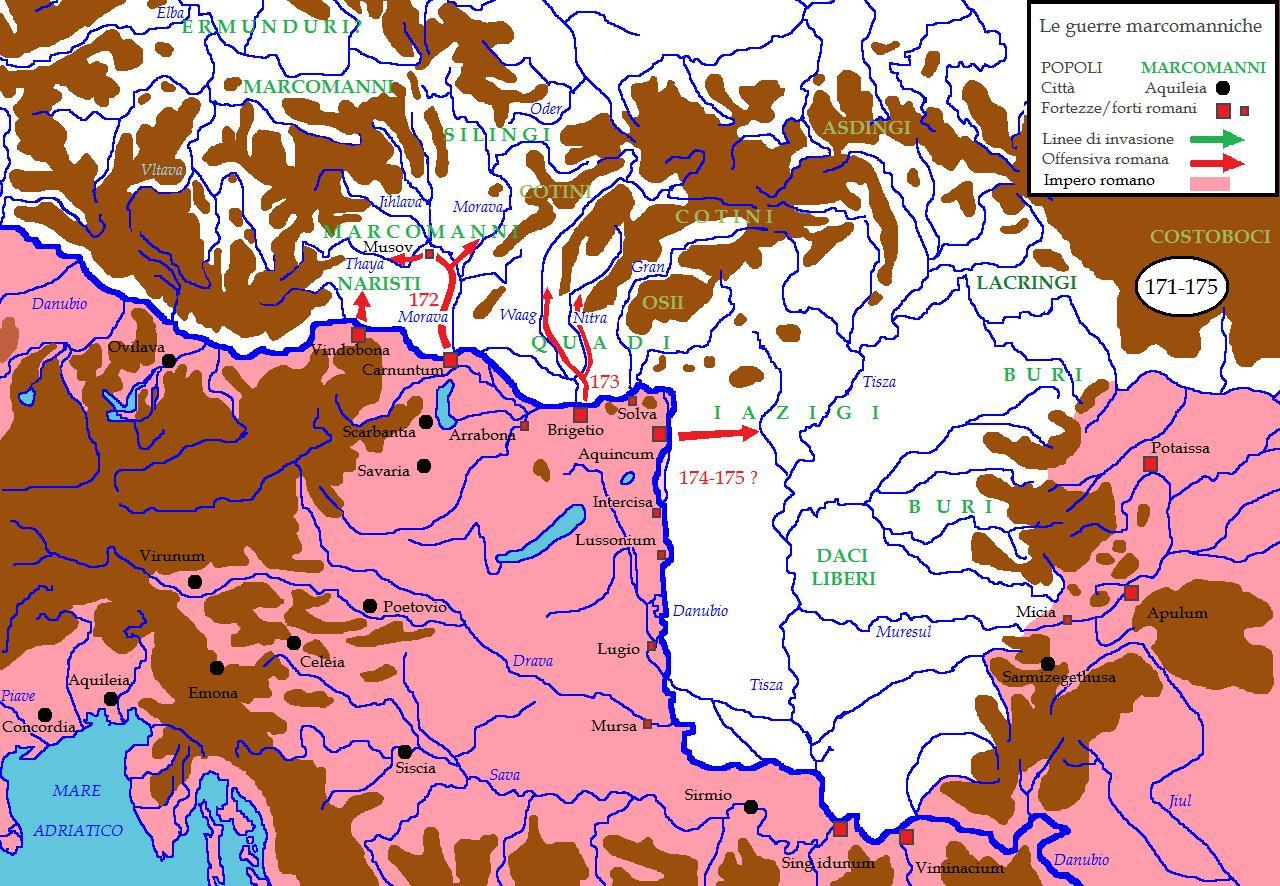
Il castrum di Brigetio fu importante base militare per condurre gli attacchi contro le popolazioni germaniche dei Quadi, durante le guerre marcomanniche degli anni 172-180.

Al termine delle guerre condotte da Adriano in Sarmatia nella piana del Tibisco contro gli Iazigi ed in Moldavia e Valacchia contro i Roxolani, fu installata in modo definitivo la Legio I Adiutrix che qui rimase fino al IV secolo.
Questa importante fortezza legionaria fu coinvolta sia nella guerra che scoppiò "a cavallo" dei regni di Adriano ed Antonino Pio degli anni 136-142 (al termine della quale fu celebrato: Rex Quadis datus), sia in quella ben più devastante, che scoppiò al tempo di Marco Aurelio contro le vicine popolazioni germaniche dei Quadi (a nord, in Slovacchia) e sarmatiche degli Iazigi (ad est, nella vicina piana del Tibisco) tra il 167 ed il 182.
E così Brigetio (nelle cui vicinanze sono stati trovati i resti di una ventina di castrum di varie dimensioni, compresi quelli di Acs e Celemantia, quest'ultimo poco a nord del Danubio) fu certamente al centro delle operazioni militari condotte dalle armate romane in territorio germanico tra il 172 ed il 180. Non a caso lo stesso Marco Aurelio potrebbe aver stazionato in questo importante castra nel 179, come ci racconta nel suo primo libro dei Colloqui con sé stesso, intitolato sulla Granua, fiume dell'attuale Slovacchia a nord di Brigetio.

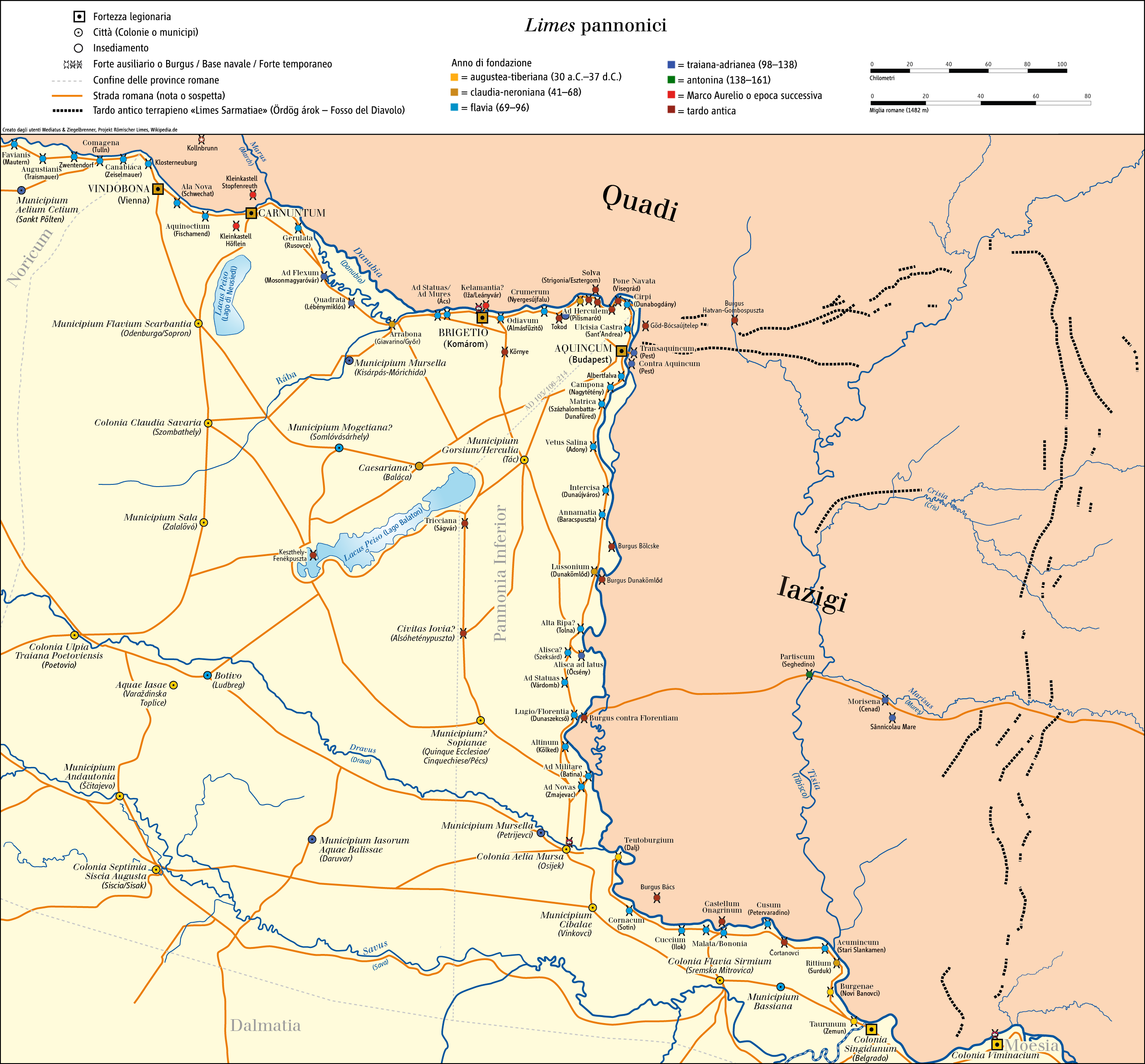
Il limes medio danubiano lungo i confini della Pannonia superiore e inferiore. Brigetio si trovava tra i castra di Carnuntum (ad occidente) e Aquincum (ad oriente).

Si racconta, infatti, che sia Marco Aurelio, sia il figlio Commodo, combatterono una lunga ed estenuante guerra contro le popolazioni barbariche, prima respingendole (nel 167 proprio nella zona di Brigetio ed Arrabona; ed ancora nel 170 quando erano giunte fino ad Aquileia, lungo la via dell'Ambra), poi "ripulendo" i territori di Gallia cisalpina, Norico e Rezia (170-171), ed infine contrattaccando con una massiccia offensiva in territorio germanico e sarmatico, che richiese diversi anni di scontri, almeno fino al 175. Questi avvenimenti costrinsero lo stesso imperatore a risiedere per numerosi anni lungo il fronte pannonico, senza mai far ritorno a Roma. La tregua apparentemente sottoscritta con queste popolazioni, in particolare Marcomanni, Quadi e Iazigi, durò però solo un paio d'anni. Alla fine del 178 l'imperatore Marco Aurelio era costretto a fare ritorno nel castrum di Brigetio da dove, nella successiva primavera del 179, fu condotta l'ultima campagna. La morte dell'imperatore romano nel 180 pose presto fine ai piani espansionistici romani e determinò l'abbandono dei territori occupati della Marcomannia, sebbene il figlio Commodo, continuò a combattere a fasi alterne nella piana del Tibisco negli anni successivi (almeno fino al 188/189).

### Il terzo secolo

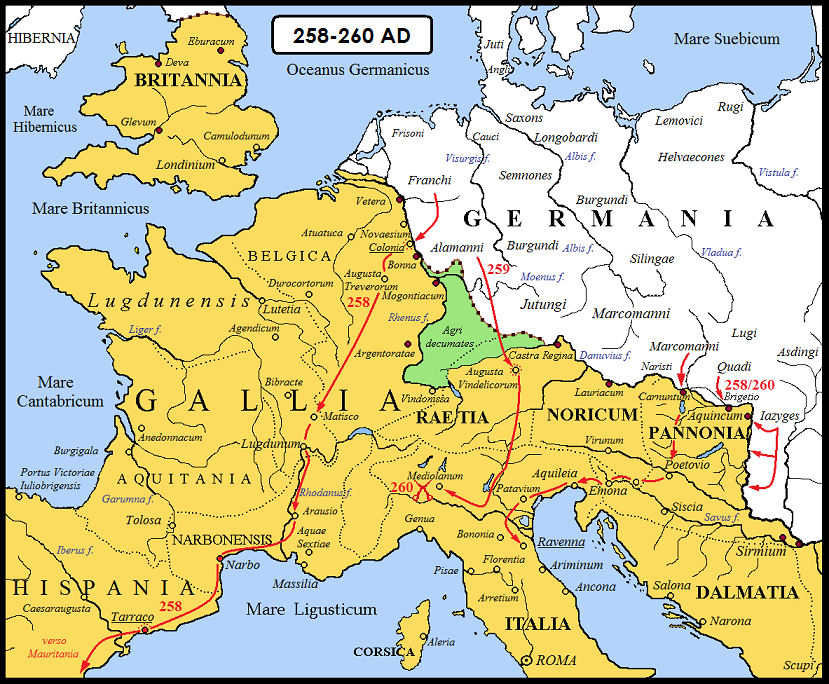
Invasioni in Occidente di Franchi, Alamanni, Marcomanni, Quadi, Iazigi e Roxolani degli anni 258-260.

Sarebbero da attribuirsi al 213 circa alcune iscrizioni di un interprete dace, rinvenute a Brigetio, che sembrano conseguenti a possibili spedizioni punitive contro i Daci liberi del Banato, compresi tra la Pannonia inferiore ad occidente e la Dacia ad oriente. La primavera dell'anno successivo vide l'imperatore, Caracalla, partire per il fronte danubiano con destinazione la Pannonia, dove si erano verificate nuove incursioni tra Brigetio ed Aquincum da parte di Quadi e sarmati Iazigi. L'imperatore, nel tentativo di cercare di mantenere inalterata la situazione clientelare lungo il Danubio, ottenne l'alleanza dei Marcomanni, contro i vicini Vandali, ora particolarmente ostili all'Impero romano, giustiziò il re dei Quadi, Gabiomaro, che aveva invaso le due Pannonie e sconfisse anche gli Iazigi, assumendo così l'appellativo di "Sarmaticus". In seguito a questi avvenimenti, la Pannonia inferiore fu ampliata, includendo ora anche la fortezza legionaria di Brigetio, in modo che ognuna delle due Pannonie potesse disporre di due legioni ciascuna, mentre i centri civili di Carnuntum (Colonia Septimia Aurelia Antoniana) e della stessa Brigetio furono elevati al rango di colonie.
Nuovi attacchi furono condotti contro il limes pannonico nel 245 da parte dei Quadi, tanto che l'anno successivo dovette intervenire lo stesso imperatore Filippo l'Arabo, il quale riportò un grande successo contro queste genti germaniche, grazie al quale gli fu attribuito l'appellativo di "Germanicus maximus". E ancora sei anni più tardi, nel 252, ancora i Quadi tornarono ad attaccare in modo crescente il limes pannonico, nella zona di fronte alla fortezza legionaria di Brigetio.
Una nuova invasione si verificò nel 282, alla morte dell'imperatore, Probo, quando le popolazioni sarmatiche degli Iazigi, che pochi anni prima erano state sottomesse, si unirono ai Quadi e ripresero le ostilità, sfondando il limes pannonico e mettendo in pericolo l'intero Illirico, la Tracia e la stessa Italia. L'anno successivo, il nuovo imperatore, Marco Aurelio Caro, affidò la parte occidentale dell'impero al figlio maggiore, Marco Aurelio Carino, il quale, intervenuto con prontezza e determinazione, riuscì ad intercettare le bande di armati germano-sarmatici che avevano sfondato ancora una volta il limes in Pannonia e ne fece grande strage. La Historia Augusta narra infatti:
(Historia Augusta - Caro Carino Numeriano, 9.4.)
A commemorazione della vittoria, nel 284 ricevette l'appellativo di "Germanicus maximus", celebrò un trionfo a Roma e batté moneta dove erano raffigurati alcuni prigionieri barbari con la dicitura "Triumfus Quadorum". Anche questa volta Quadi e Iazigi potrebbero aver compiuto in modo coordinato le loro scorrerie nei territori delle due Pannonie. Ma fu solo l'anno successivo (nel 285) che entrambi i popoli furono pesantemente sconfitti dal nuovo imperatore, Diocleziano, rimanendo tranquilli per alcuni decenni. Quest'ultimo, infatti, al termine di questa nuova fase della guerra suebo-sarmatica, ricevette l'appellativo di "Germanicus maximus" e "Sarmaticus maximus".

### Da Diocleziano all'occupazione degli Unni nel V secolo

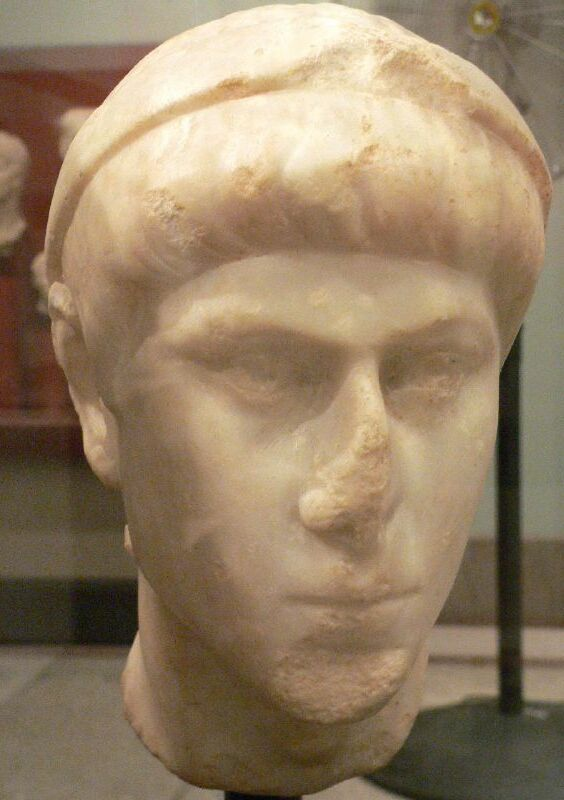
Busto dell'imperatore romano, Costanzo II, che combatté sarmati Iazigi e Quadi nel 358.

I Quadi tornarono a compiere incursioni lungo il limes pannonico, nella primavera del 357, nella loro consueta coalizione insieme a Marcomanni e sarmati Iazigi. Essi invasero e saccheggiarono le province di Rezia, Pannonia e Mesia. Le razzie furono arginate da Costanzo II, che operò sia militarmente sia diplomaticamente, anche assegnando nuove aree d'insediamento ad alcune tribù della coalizione. Ammiano racconta, infatti, che l'imperatore decise di recarsi a Brigetio, trasferendovi i propri quartieri generali. Egli era intenzionato a spegnere gli ultimi focolai di guerra presso i Quadi, che si agitavano ancora nelle regioni circostanti. Il loro capo Vitrodoro, figlio del re Viduario, ed il vassallo Agilimundo, oltre ad altri nobili e notabili, che erano a capo di quei popoli, all'apparire dell'esercito nel cuore del loro regno, si gettarono ai piedi dei soldati romani ed ottennero il perdono, consegnando i loro figli come ostaggi e promettendo che sarebbero rimasti fedeli ai patti.
Vent'anni più tardi, nel 374, una nuova incursione di Quadi e Iazigi, costrinse l'imperatore Valentiniano I, a programmare in territorio germanico, dalla fortezza legionaria di Carnuntum, una spedizione dimostrativa che si rivelò assai felice. Nel corso di questa campagna militare, la fortezza legionaria di Brigetio fu rinnovata per l'ultima volta. Qui, infine, morì Valentiniano I, al termine delle sue campagne militari contro i Quadi nel 375, come ci racconta Ammiano Marcellino. Il limes danubiano resse ancora per alcuni decenni alle devastazioni barbariche, tanto che al tempo della notitia Dignitatum nel 400, la legio I Adiutrix si trovava ancora nell'antico castrum. Cadde sotto i colpi delle armate degli Unni di Attila, il quale riuscì ad occupare tutta la Pannonia nel 433.

## Sito archeologico
Di Brigetio possiamo oggi ammirare il castrum legionario, ad est del villaggio di Szőny, dove sono state scoperte nel corso degli scavi: la porta praetoria, la porta decumana, una parte del praetorium, varie opere difensive (torri delle porte, torri laterali, camminamento di ronda, ecc.); una necropoli, numerose abitazioni civili riccamente dipinte nella regione della canabae, insieme a terme, alcuni templi, un anfiteatro (un ovale di 166x97 metri), un foro ed un acquedotto (che portava l'acqua da Tata); oltre a numerosi forti in zona (almeno 19), a testimonianza delle numerose campagne da qui condotte contro i Quadi sotto Domiziano, Traiano, Marco Aurelio (Guerre marcomanniche), Costanzo II e Valentiniano I.

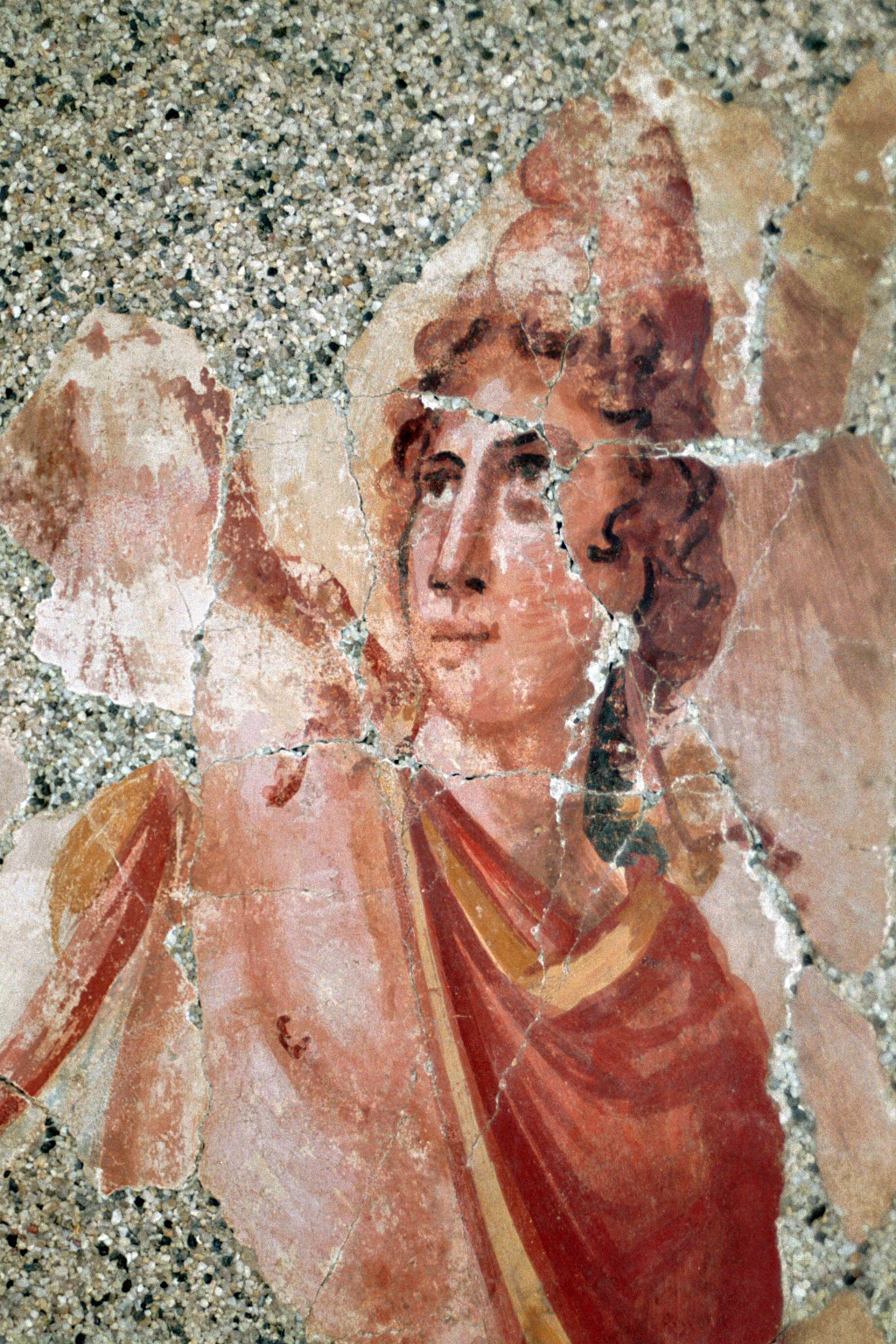
Affresco da Brigetio (1).
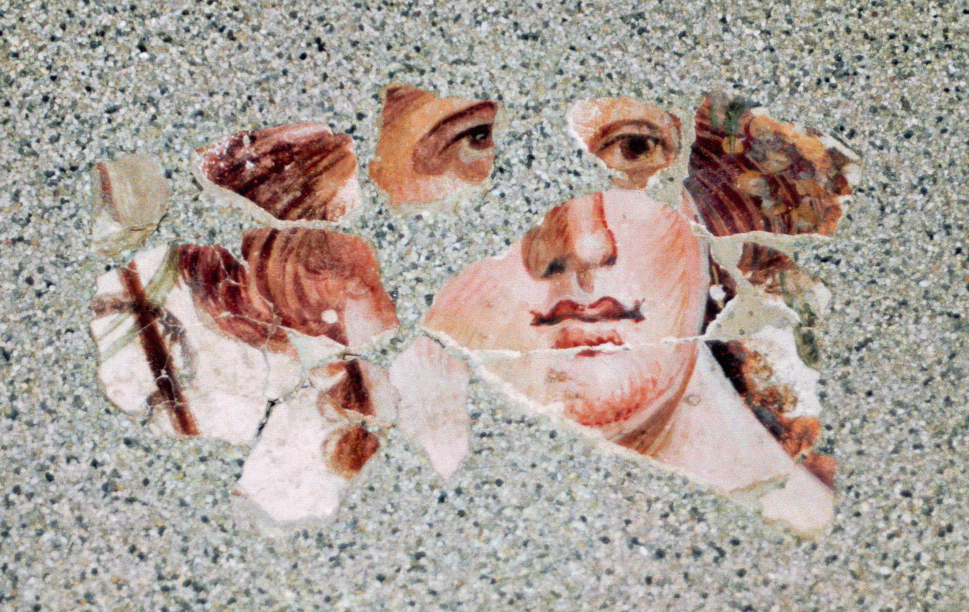
Affresco da Brigetio (2).
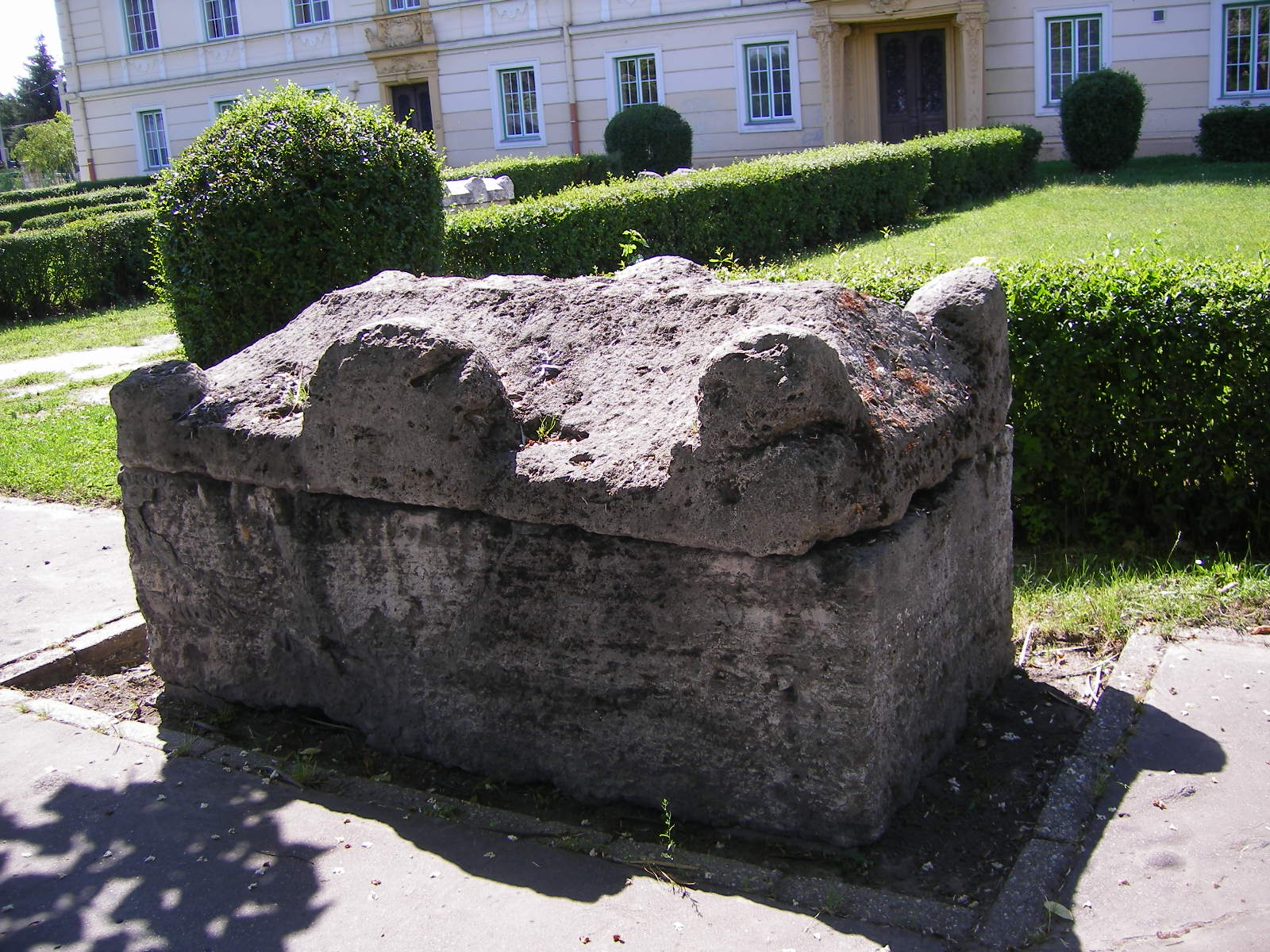
Sarcofago rinvenuto nei pressi di Brigetio.

### Personaggi
- Domiziano e Traiano e le campagne suebo-sarmatiche di Domiziano
- Marco Aurelio e le guerre marcomanniche
- Commodo
- Settimio Severo

### Località geografiche
- Lista di fortezze legionarie romane
- Pannonia (provincia romana)
- Aquincum
- Carnuntum
- Vindobona